# Eremophila latrobei
Espèce
Classification APG III (2009)
Eremophila latrobei est une espèce de plantes  originaire d'Australie, classiquement placée dans la famille des Myoporaceae.

## Description
Elle mesure en général 2 mètres (parfois 4 mètres) de hauteur. Ses feuilles sont pubescentes, linéaires ou linéaires-oblancéolées, et mesurent jusqu'à 9 cm de long. Elle donne des fleurs rouges à violet-rouge entre l'hiver et le début de l'été, puis des fruits ligneux ovoïdes à coniques, qui font jusqu'à 9,5 mm de long et 6 mm de diamètre.

## Taxonomie
La première description de l'espèce a été publiée par Ferdinand von Müller en 1859, le spécimen type étant prélevé dans la rivière Thompson (Queensland, Australie).
Trois sous-espèces ont été identifiées :
- E. l. subsp. filiformis Chinnock ;
- E. l. subsp. glabra (L.S.Sm.) Chinnock ;
- E. l. subsp. latrobei.

## Distribution
On trouve cette espèce en Australie-Occidentale, dans le Territoire du Nord, en Australie-Méridionale et dans la Nouvelle-Galles du Sud.